# Ladies' Man
Ladies' Man (br: O Benzinho de Todas) é um filme estadunidense de 1931, do gênero comédia dramática, dirigido por Lothar Mendes. Foi a quarta de um total de seis parcerias entre William Powell e Kay Francis.

## Sinopse
Jamie Darricott é o gigolô que transita pela alta sociedade, consolando mulheres casadas que não recebem a devida atenção de seus maridos. Ele se sustenta com presentes que elas lhe dão, apesar de seu estilo de vida ser condenado por Norma, a única pessoa com quem se importa. Entretanto, seu castelo começa a ruir quando a filha de uma de suas "clientes" se apaixona por ele e o pai/marido traído decide vingar-se.

## Elenco
| Ator/Atriz     | Personagem      |
| -------------- | --------------- |
| William Powell | Jamie Darricott |
| Kay Francis    | Norma Page      |
| Carole Lombard | Rachel Fendley  |
| Gilbert Emery  | Horace Fendley  |
| Olive Tell     | Senhora Fendley |
| Martin Burton  | Anthony Fendley |
| John Holland   | Peyton Walden   |
| Frank Atkinson | Criado          |